# Edgar Chinchilla
Edgar Chinchilla ( 8 de mayo de 1987 en Guatemala) es un futbolista guatemalteco, que actualmente juega como delantero en el Xelaju Mario Camposeco. 

## Trayectoria
Chinchilla inicia su carrera en el Club Comunicaciones con el cual da a conocer su talento futbolístico.
ICVH alias El Pollo

## Clubes
| Club                   | País      | Año           |
| ---------------------- | --------- | ------------- |
| Club Comunicaciones    | Guatemala | 2007-2009     |
| Deportivo Jalapa       | Guatemala | 2009-2010     |
| Deportivo Malacateco   | Guatemala | 2010-2011     |
| Xelaju Mario Camposeco | Guatemala | 2012-presente |

- Datos: Q5337173